# Golf de Marcilly
Le golf de Marcilly est un golf français situé à Marcilly-en-Villette dans le département du Loiret en région Centre-Val de Loire.   

## Description
Le golf est situé au lieu-dit du domaine de la plaine, dans la commune de Marcilly-en-Villette, à proximité de la route départementale 108.
Le golf, créé en 1986, comporte un parcours de 18 trous de 6 300 mètres qui fut dessiné par Olivier Brizon ainsi qu'un pitch and Putt de 18 trous de 2 579 mètres.